# Санда
Вижте пояснителната страница за други значения на Санда.
Санда (на китайски: 散打) или саншоу (на китайски: 散手) е вид боен спорт. Наподобява много Кикбокс, К-1 или Муай Тай, но включва техники от борбата и хвърляния.

### Техники
Разрешени са удари с ръка, крак, борба, хвърляния, подсечки, хващане на крака, а някои организации допускат ударите с лакти и колене.

### Игрална площ
Игралната площ може да бъде клетка, ринг или повдигната на определена височина платформа от земята. При играта върху платформа един от вариантите за победа е избутването на противника от игралната площ. И в съвременния си вариант това води до травми като е възможно фрактури на костите при падане от платформата. Традицията идва отпреди векове, когато в Китай двубоите са се водили на 5 метрова площадка като често избутването е завършвало със смърт.

### Професионална Санда
Професионалната версия се различава от аматьорската, подобно на Бокс, по количеството екипировка, което носят състезателите и броя на рундовете, които се играят.